# Полимски музеј
Полимски музеј је музеј у Беранама. Музеј је центар културних збивања у Беранама а опредељење локалне власти је да музеј сачува и унапреди богато културно наслеђе, а истовремено подржава иновативност и стваралаштво.
На основу предмета којима располаже, музеј тежи да прикаже историју Горњег Полимља (Беране, Плав, Андријевицу, Рожаје и Бијело Поље), и то хронолошки, територијално и тематски.
Основни задатак Полимског музеја је, између осталог, да прикупља, шува, научно-музеолошки обрађује и излаже музејске предмете.

## Историјат музеја
Јавна установа „Полимски музеј“ је основан 15. фебруара 1955. године као регионални музеј комплексног типа за територију Горњег Полимља и обухватао је општине: Иванград, Андријевицу, Плав и Рожаје. Основан је одлуком Народног одбора за Срез берански који је обухватао претходно поменуте општине.
Музеј је у почетку био смештен у згради прве световне школе у овим крајевима, код манастира Ђурђеви Ступови.
Године 1973 припаја се “Центру за културу” и тако функционише до 1981. године када се издваја заједно са Архивом као посебна радна организација. 
Тек 1992. године се “Полимски музеј” осамостаљује и региструје као јавна установа, чији је оснивач Општина Беране.
Од 1996. године се налази у згради некадашњег ,Дома трезвености“, задужбини краља Александра I Карађорђевића.

## Положај и смештај
Првобитно се музеј налазио у манастирским конацима Ђурђевих ступова. Од 1996у. године музеј се начази у адаптираној згради “Дома трезвености” у центру града. Та зграда је подигнута почетком XX века за потребе Трезвењачке омладине и Соколског друштва.

## Програм рада музеја
Програм рада музеја остварен је преко следећих дјелатности: музејске, галеријске, заштите и истраживања културних добара, инвестиционо одржавање, издавачке и културно-едукативне дјелатности.

## Музејски фондови и збирке
Стална поставка се састоји и три одељења:
- археолошко,
- историјско и
- етнографско одељење.

Ту су и највреднији предмети.
Музеј посједује богату збирку фотографија, нумизматичку, хералдичку, збирку оружја као и умјетничку збирку коју чине црквене књиге, иконе и умјетничке слике различитих аутора. Укупан материјал чини око 10.000 музејских предмета. Музеалије су подељене у неколико збирки:
| Назив             | Опис | Слика |
| ----------------- | --- | ----- |
| Археолошка збирка | Археолошка збирка обухвата налазе из млађег каменог доба, бакарног и бронзаног доба. Ту се налазе оружја, оруђа, керамика и накит. Посебно је вредан материјал са неолитског локалитета Беран-крша. Налази указују на Винчанску културу. Археолошки налази од посебне вредности чине тринаест експоната од ћилибара са представама лова из Лисијевог поља. |       |
| Историјска збирка | Историјску збирку чине документи и предмети од значаја за локалну и националну историју. |       |
| Етнолошка збирка  | Етнолошку збирку чине ношње (црногорска градска и сеоска мушка и женска ношња, малисорска, рашка ношња), накит, прозводна средства и предмети за свакодневну употребу становника овог краја (стап за прављење масла, самовар (чајник), мангал, каца за млеко, буре). Најстарији одевни експонат је рашка ношња из 1845. године. Важан је и крсташ барјак који је део сталне музејске поставке. Стотинашка, касније четна застава, из 1862. године (мањи ,,крсташ барјак“), скоро квадратног црвеног поља, широког белог обруба са белим крстом на средини поља. Процјеном хералдичара, овај крсташ барјак, највјероватније датира из периода црногорско-османских ратова са подручја Полимља из 1862. године (Рудешка битка – једна од најславнијих побједа коју је наша војска извојевала у ослободилачким ратовима). Етнографска збирка садржи 690 предмета.\|\| |       |
| Хералдичка збирка | Хералдичку збирку чине грбови, медаље, споменице, значке и заставе из 19. и 20. века. Одликовања из Хералдичке збирке Полимског музеја подељена су на: црногорска, Краљевине Србије, Краљевине СХС, Краљевине Југославије, ФНРЈ, СФРЈ, и оних из страних држава. |       |
| Збирка оружја     | Збирку оружја чине оружје са краја 19. и почетком 20. вијека: пушке, револвери и пиштољи са вишеметним системом опаљивања. Од пиштоља издваја се колекција црногорских гасера. Изложен је и лаки минобацач. Посебну групу представља велики број примјерака хладног и ватреног оружја, од јатагана и сабљи до кремењача и капислара. |       |
| Лапидарна збирка  | Формирана је у двориштву музеја од самог почетка рада у новој згради. Чини је 11 предмета. Реч је о примерцима римске архитектонске пластике и римских надгробних споменика. Издваја се римски надгробни споменик пронађен у селу Забрђа 1930. године. |       |
| Друге збирке      | Друге збирке као што су - Нумизматичка збирка основана је кад и музеј. Обухвата колекцију од 2344 предмета. - Природњачка збирка обухвата 17 предмета - биљни и животињски фосилни остаци, налази нису палеонтолошки обрађени. - Збирка фотографија је најбројнија у музеју са 3132 фотографије. Најстарије фотографије у збирци су из 1908. године са мотивима Берана и манастира Ђурђеви Ступови. |       |

Из ових збирки, репрезентативни експонати су изложени по истоименим одељењима у четрдесетак витрина. Због смањеног простора, редуцирао се и број изложених предмета. Материјал који се налази у музеју свједочи о људском постојању на подручју Горњег Полимља од доба мезолита (9.000 – 6.000 година п.н.е.), што потврђују материјални остаци нађени приликом археолошких истраживања.
Поред сталне музејске поставке, која се налази на првом спрату, у приземљу је галерија у којој се одржавају повремене изложбе, како тематске, које организује сам музеј, тако и изложбе које се организују у сарадњи са осталим музејима у земљи и региону, као и са самосталним уметницима.

## Истраживачки рад
Оно што карактерише Полимски музеј јесте што раде археолошка и конзерваторска истраживања. Истраживања раде на целом северу Црне Горе и поседују лиценце за археолошка, конзерваторска истраживања и израде студије заштите.
Ископавања су, до сада, обављана на следећим археолошким локалитетима као што су - Трепачки крш, Кременштица, Беран-крш, Лужац, Градац-и манастирски комплекс Будимља у Будимљи, Лисијево Поље, Рудеш, Шудикова, Ћелије, Намастир-КошутиЋи, Минина пећина, Пећина град у Радманској клисури код Петњице, градина Бихор, Самоград у селу Брзава код Бијелог Поља, Торине, Тумбарице у селу Доња Ржаница, манастирски комплекс Црнча, манастир Ђурђеви Ступови и др. Откривени су и локалитети, још увек неистражени, као што су - Градац изнад Годочеља код Петњице, Градац у Црнчи код Бијелог Поља, Јеринин град у Плаву, Градина изнад села Шаботићи, и још два у бјелопољској општини, Градина у Коритима, Градина изнад села Муслића и Градина у Рожајама.
Пронађени докази указују на постојање људских насеобина на овом подручју још у доба мезолита (9.000 до 6.000 година п.н.е.).
Стручњаци који су обављали истраживања су били Анте Мишура, Драгослав Срејовић, Чедомир Марковић, Александрина Цермановић, Предраг Лутовац и др.

## Библиотека музеја
У оквиру Полимског музеја се налази и стручна библиотека са око 3000 књига.

## Галерија
Посебан простор у музеју чини галерија. Површине је  82 m² са галеријским мобилијаром. У току године се реализује и до десетак умјетничких изложби различитог умјетничког карактера. За те потребе се користи и холл који претходи галерији, површине 35 m².
У поставци се налазе и радови истакнутих академских сликара из Берана. Музеј руководи и галеријом Никола и Угљеша Поповић коју је Општина Беране поклонила музеју.
Миломир Мишо Поповић (1929-2010) је Полимском музеју поклонио легат од 210 уметничких радова. Реч је о збирци различитих радова из различитих фаза ауторовог рада, доминирају слике рађене у техници уље на платну. Ти радови се повремено излажу у Галерији али и у музејима и галеријама у региону.

## Информације за посјетиоце
Посјете музеју су омогућене сваког радног дана од 8 до 20 часова, а суботом од 8 до 20 часова. Недељом је музеј затворен.